# Arnoldihaus

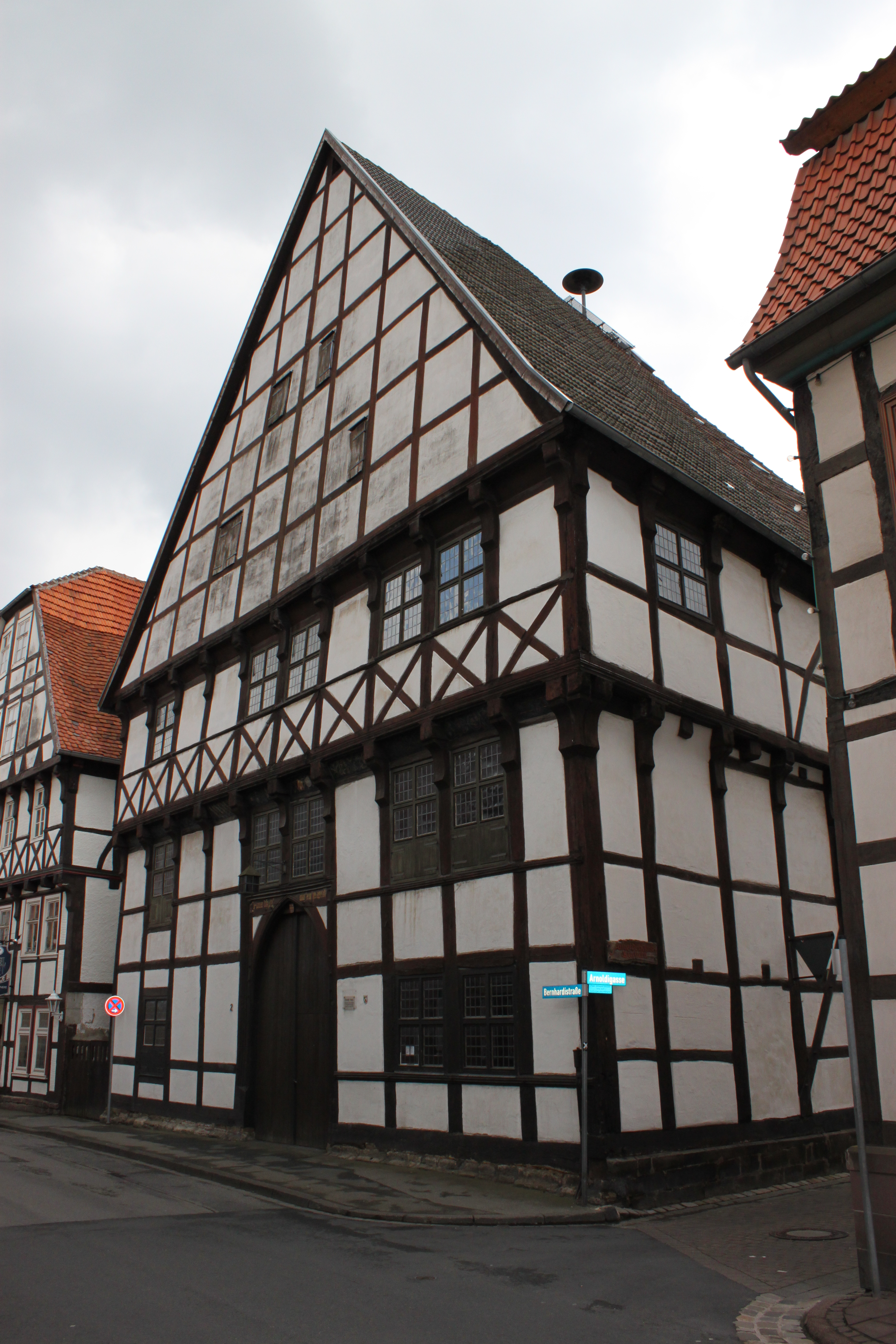
Arnoldihaus Warburg

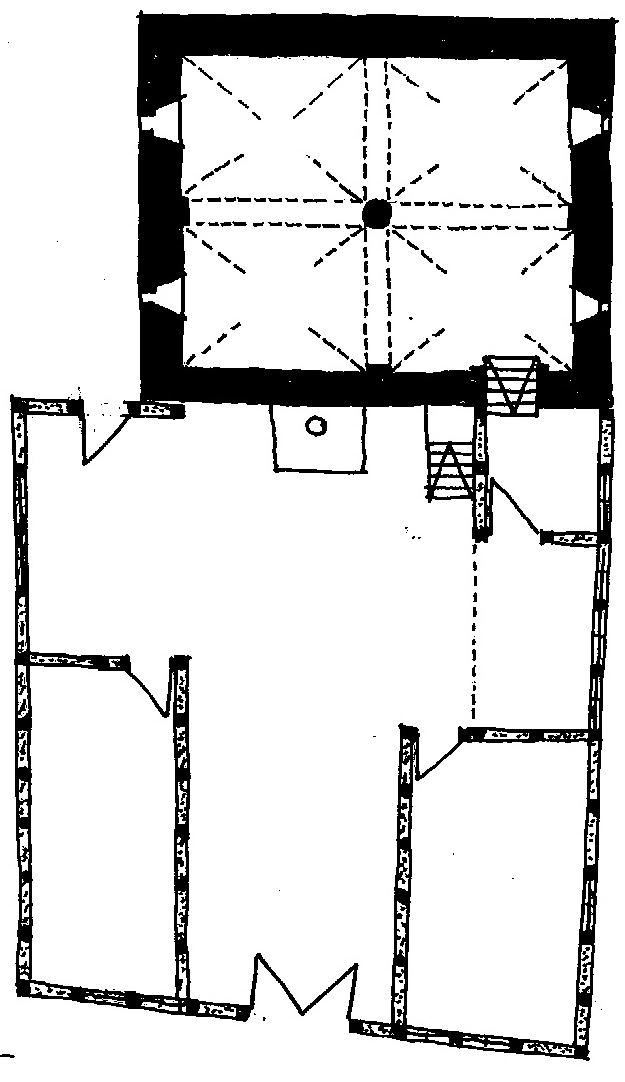
Grundriss

Das Arnoldihaus ist ein 1513 erbautes, heute als Kulturdenkmal ausgewiesenes Fachwerkhaus in Warburg. Es steht in der Warburger Altstadt, Bernhardistraße 2, Ecke Arnoldigasse, gehört der Altstädter Kirchengemeinde und wird als Gemeindehaus genutzt. Der Name erinnert an den 1596 in Warburg geborenen Jesuitenpater Johannes Arnoldi.

## Architektur
Das Hauptgebäude gehört mit seinen Ausmaßen von 15,05 × 16,67 m Grundfläche und ca. 22 m Höhe zu den größten mittelalterlichen Fachwerkhäusern Westfalens. Im Inneren befindet sich eine 1969–1972 wieder hergestellte, fast sechs Meter hohe Flettdeele. Darüber ist ein ehemaliger Speicherstock separat abgezimmert, der an den Straßenseiten vorkragt. Zwischen den Balkenköpfen sind Füllbretter angeordnet, deren dekorative Bemalung noch aus der Bauzeit stammt. An der Giebelseite sind die Ständer des Speicherstocks mit Andreaskreuzen und an der Traufseite zur Gasse mit gebogenen Fußstreben verzimmert. Das Giebelfachwerk ist schlicht. An der Rückseite des Hauses ist auf einem hohen Kellersockel ein etwas schmaleres Hinterhaus mit zwei übereinanderliegenden Sälen angebaut.
Nach der Raumdisposition ist das Arnoldihaus eine städtische Frühform des Flettdeelenhauses, die für die spätere Entwicklung des westfälischen und niedersächsischen Bauernhauses große Bedeutung hatte. Mit „Flettdeele“ wurde der längs durchgehende, zwei Geschoss hohe Innenraum bezeichnet, der sich vor der durch das Hinterhaus verstellten Stirnwand zwecks seitlicher Belichtung T-förmig in die beiden Seitenschiffe hinein ausweitet. Dieser hintere Deelenteil, das Flett, war der eigentliche Wohnraum für die ackerbürgerliche Großfamilie. In der Mitte vor der Kellerwand brannte – noch ohne Kamin – das offene Herdfeuer als einzige Heizung und nächtliche Lichtquelle, dessen Rauch das ganze Haus durchzog und dabei die Lebensmittel konservierte. Der linke hohe Teil des Fletts war die Esslucht, wo man sich zu den Mahlzeiten zusammenfand. Sie hatte früher einen – nicht wiederhergestellten – Ausgang zum Garten und wurde durch hohe Fenster belichtet. Die rechte Flettnische ist dagegen nur halbhoch, wobei die mittlere Ständerreihe durch einen kräftigen Luchtbalken abgefangen wird. Sie hatte einen Ausguss zur Gasse und diente der Hauswirtschaft, weshalb sie auch Waschlucht genannt wurde. An der Stirnseite neben dem Herdfeuer liegt die Treppe, die zum rückwärtigen Saal führt. Der aus vier Kreuzgratgewölben bestehende Keller wurde gleichfalls von der Deele aus erschlossen. Seine Lage im hinteren Hausteil ist ein wesentliches Merkmal der Ackerbürgerhäuser dieser südwestfälischen Region. Sie ergab sich dadurch, dass der vordere, wirtschaftlich genutzte Hausteil für Fahrzeuge ebenerdig befahrbar sein musste, da die Speicherböden von innen beladen wurden.

## Geschichte

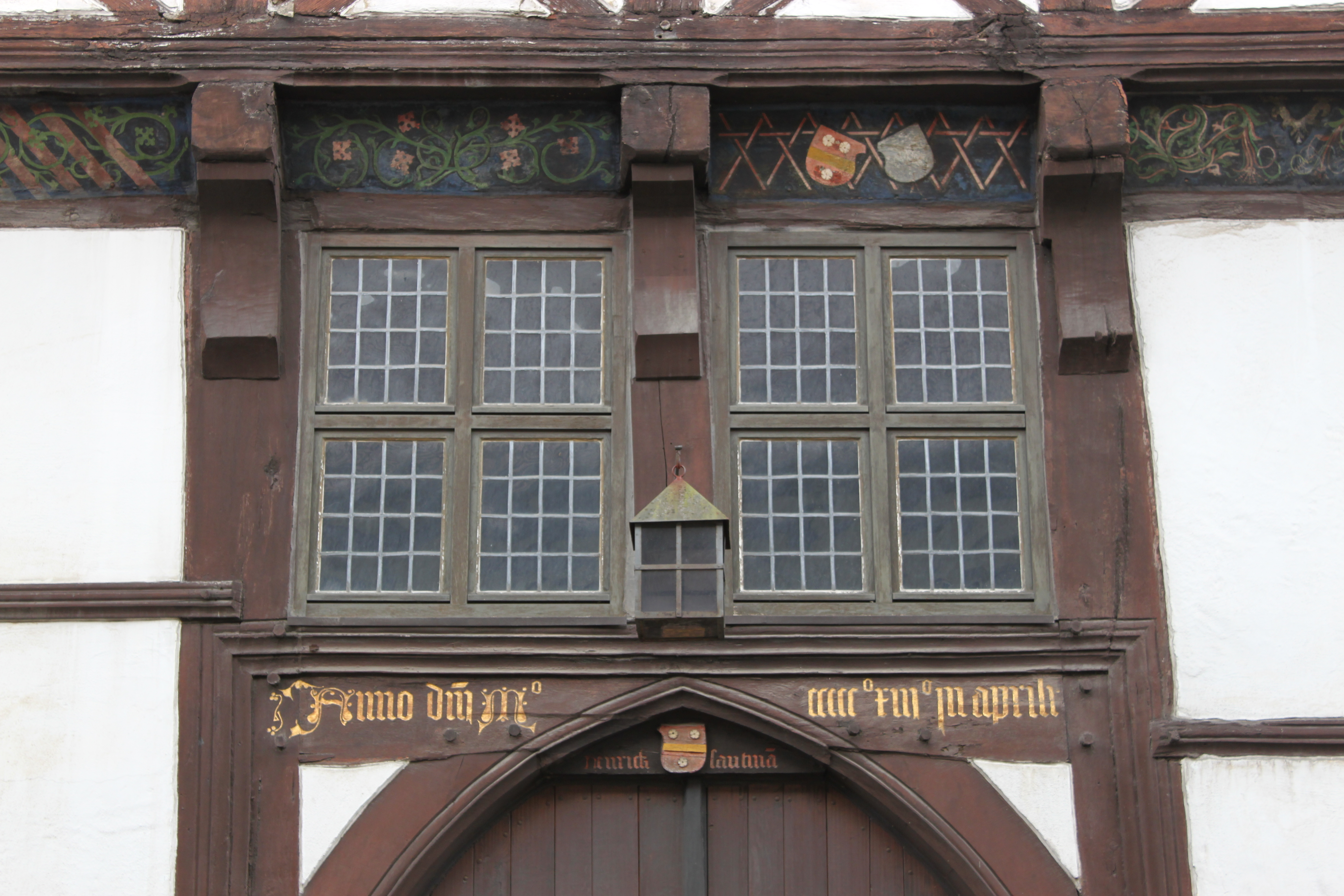
Torbalken mit Inschrift

Im Türbalken befindet sich die Inschrift: „Anno dm-M°ccccc°xiii°iv aprili, henrick santmā“. Danach wurde das Haus am 4. April 1513 durch Henrick Santman errichtet. Santman stammte aus Korbach, lebte aber schon vor 1500 in Warburg. Er gehörte damals zum Kreis der einflussreichen Kaufleute der Region und war sowohl im Großhandel wie auch im Getreidehandel tätig. Bis zu seinem Tod 1546 wurde er mehrmals zum Bürgermeister gewählt.
Im 18. und 19. Jahrhundert wurden der innere Dielenraum durch Zwischendecken verkleinert und die Giebelspitzen abgewalmt.
Im 20. Jahrhundert vermachte der damalige Hausbesitzer Bäckermeister Josef Friedel mit seiner Frau Anna testamentarisch das Haus der Altstädter Kirchengemeinde. 1936 übernahm die Kirchengemeinde Haus und Grund und überließ es den Schwestern vom St.-Vinzenz-Orden Paderborn. Diese vermieteten einen Großteil des „Friedelhaus“ genannten Gebäudes als Wohnungen und richteten im Anbau eine Nähschule ein.
1952 wurde das Gebäude Schauplatz eines Mordes. Opfer war die 16-jährige Klara Wendehals, die als Haushaltshilfe für die Vinzentinerinnen arbeitete. Der Täter war ein erst 15 Jahre alter Junge, der mit seinen Eltern im damals Friedel-Haus genannten Gebäude wohnte. Der Jugendliche lockte das junge Mädchen in die Wohnung seiner Eltern und versuchte, es zu vergewaltigen. Weil sie sich wehrte und um Hilfe schrie, würgte er sie und schlug ihr mit einer Axt den Schädel ein. Danach versteckte er die Leiche im Keller, versuchte zu fliehen, wurde aber bald schon von der Polizei aufgegriffen. Klara Wendehals wurde unter großer Anteilnahme der Bevölkerung in ihrem Heimatort Daseburg beigesetzt. Von der Kirche wurde das Mordopfer zur Märtyrerin der Keuschheit und als vorbildliches Beispiel der „Mädchenzucht“ verklärt.
1969 bis 1972 wurde das Haus durchgreifend unter Wiederherstellung des straßenseitigen Spitzgiebels und Freilegung des Fachwerks saniert und zum Teil rekonstruiert. Die in ihrer ursprünglichen Größe wiederhergestellte Flettdeele wurde mit Küche und Sanitärräumen zur Nutzung als Gemeinde- und Kultursaal ausgestattet. Im Saalanbau wurde die Pfarrbibliothek untergebracht. Der ehemaligen Speicherstock wurde für eine Hausmeisterwohnung und zur Unterbringung der Nähstube ausgebaut. Seit 1981 finden in der Flettdeele neben privaten Familienfeiern auch öffentliche Kammerkonzerte, Jazzkonzerte und Kabarettveranstaltungen statt. 2005 wurde das Arnoldihaus zentraler Veranstaltungsort der vom "Kulturforum Warburg e.V." veranstalteten "Warburger Musiknacht", die seitdem alljährlich im September stattfindet. Zu den Künstlern, die dort auftraten, gehörten David Geringas mit dem Cellokollegium Lübeck, das Ensemble für Alte Musik Nienburg, Kalle Pohl, Reinhold Beckmann, Rüdiger Baldauf, Ron Spielman, Thorsten Skringer, Torsten Goods u. a.
2013 wurden statische Sicherungsmaßnahmen an Fassaden und Dachstuhl durchgeführt, der straßenseitige Giebel mit Lärchenholz verschalt und das Dach neu eingedeckt.